# Pelikanfallet (film)
Pelikanfallet (engelska The Pelican Brief) är en amerikansk thriller från 1993, regisserad av Alan J. Pakula. Den har Julia Roberts och Denzel Washington i huvudrollerna.

## Handling
Darby Shaw är en ung juridikstuderande som snubblar över en konspiration där flera medlemmar i högsta domstolen har blivit mördade. De som ligger bakom dåden får veta att Darby är dem på spåren och ger sig ut efter henne. Hon får då hjälp av en journalist, Gray Grantham, som hon tillsammans med kämpar för sin överlevnad.

## Rollista i urval
- Julia Roberts - Darby Shaw
- Denzel Washington - Gray Grantham
- Sam Shepard - Professor Thomas Callahan
- John Heard - Gavin Vereek
- Tony Goldwyn - Fletcher Coal
- James B. Sikking - Denton Voyles
- William Atherton - Bob Gminski
- Robert Culp - presidenten
- Stanley Tucci - Khamel
- John Lithgow - Smith Keen
- Anthony Heald - Marty Velmano

## Produktion
Filmen bygger på boken Pelikanfallet av John Grisham och filmen är regisserad av Alan J. Pakula. Filmen är 141 minuter lång och blev nominerad till två stycken MTV Movie Awards, en för Julia Roberts som bästa skådespelerska och en för Denzel Washington som mest åtråvärde man. Filmen hade Sverigepremiär den 25 februari 1994.

### Tagline
Two Supreme Court Justices have been assassinated. One lone law student has stumbled upon the truth. An investigative journalist wants her story. Everybody else wants her dead.